# (99503) Leewonchul
(99503) Leewonchul (2002 DB1) – planetoida z pasa głównego asteroid okrążająca Słońce w ciągu 3,74 lat w średniej odległości 2,41 j.a. Odkryta 16 lutego 2002 roku.